# Wiatrak holenderski

1 – kamienna podbudowa, 2 – galeria, 3 – rura do transportu mąki, 4 – żarna, 5 – koło zębate walcowe, 6 – koło drążkowe, 7 – wał główny (Wałek królewski), 8 – podnoszenie worków, 9 – stół podnośny (dźwignik z płytą stołową?), 10 – dolne koło kołnierzowe, 11 – wieniec obrotowy, 12 – „pająk” do sterowania żaluzjami, 13 – pręty z żaluzjami, 14 – wał skrzydłowy, 15 – górne koło kołnierzowe, 16 – nastawczy silnik wiatrowy
A – hala dostawy, B – poziom galerii, C – poziom mąki, D – poziom kamieni, E – poziom podnoszenia, F – poziom kołpaka (?), G – kołpak

Wiatrak holenderski (wiatrak holender, wiatrak wieżyczkowy) – typ wiatraka charakteryzujący się nieruchomym, masywnym korpusem (zwykle murowanym, na planie koła lub wieloboku), na którym umocowana jest obracana na łożysku głowica (czapa), przez którą przechodzi wał z głównym kołem napędowym i ze śmigami (skrzydłami napędowymi). Pozwalało to łatwiej ustawiać śmigi wiatraka do kierunku wiatru.
Powstanie pierwszych, pojedynczych wiatraków wieżyczkowych z ruchomą częścią dachową jest datowane na koniec XIV w. Ten typ wiatraka powstał ostatecznie w północnej Holandii. Skonstruował go w XVII w. Jan Andriansz Leeghwater. W 1750 „holendry” udoskonalone zostały przez Andrew Meikle’a. Na przeciwległej w stosunku do dużych skrzydeł stronie czapy umieścił wiatraczek, który reagował na zmiany kierunku wiejącego wiatru i za pomocą przekładni palecznych (zębatych wykonanych z drewna) przekazywał te zmiany obracając samoczynnie ustawienie czapy wraz z dużymi skrzydłami w stosunku do wiatru. Czapa poruszała się na żeliwnych rolkach przetaczających się po żeliwnym pierścieniu umocowanym na nieruchomej części wiatraka.
Szybko zaczęto je stosować w większości krajów europejskich. W XVIII w. rozpowszechniły się w Polsce, ale zyskały popularność tylko na zachodnich terytoriach Polski i nigdy nie wyparły tradycyjnych koźlaków.

## Galeria

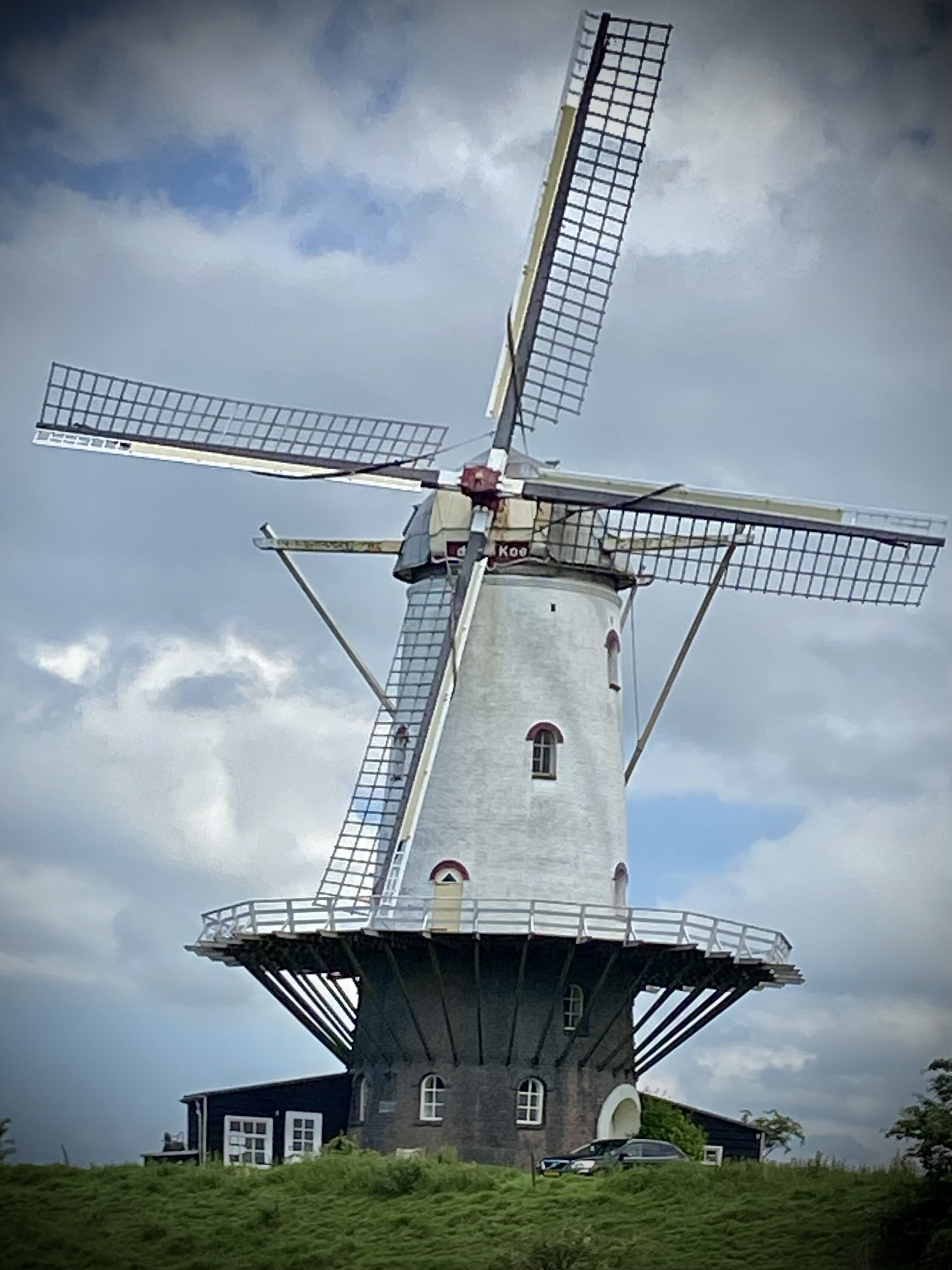
Wiatrak "den Haas" (1727) w Veere
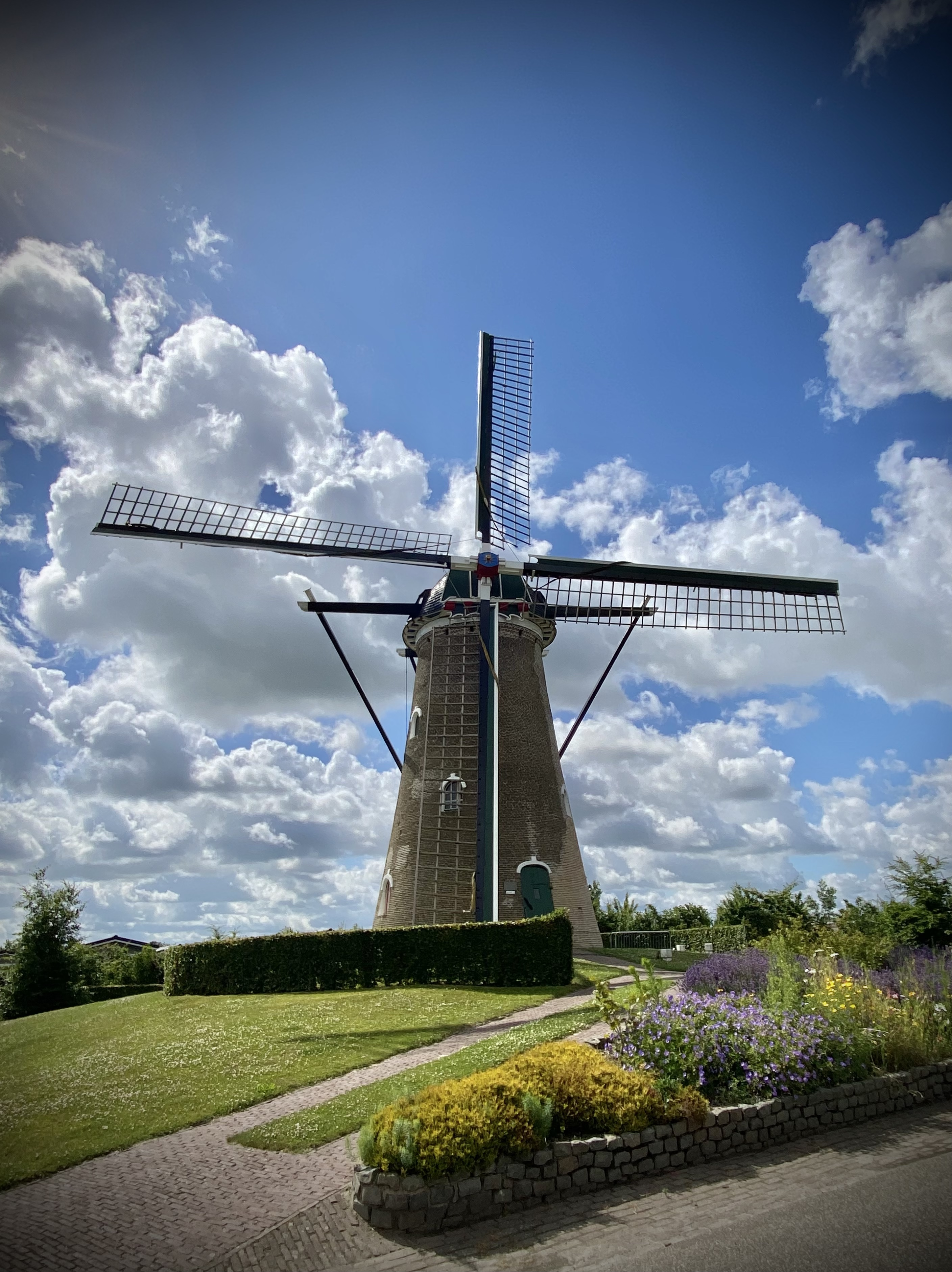
Wiatrak w Nieuwvliet
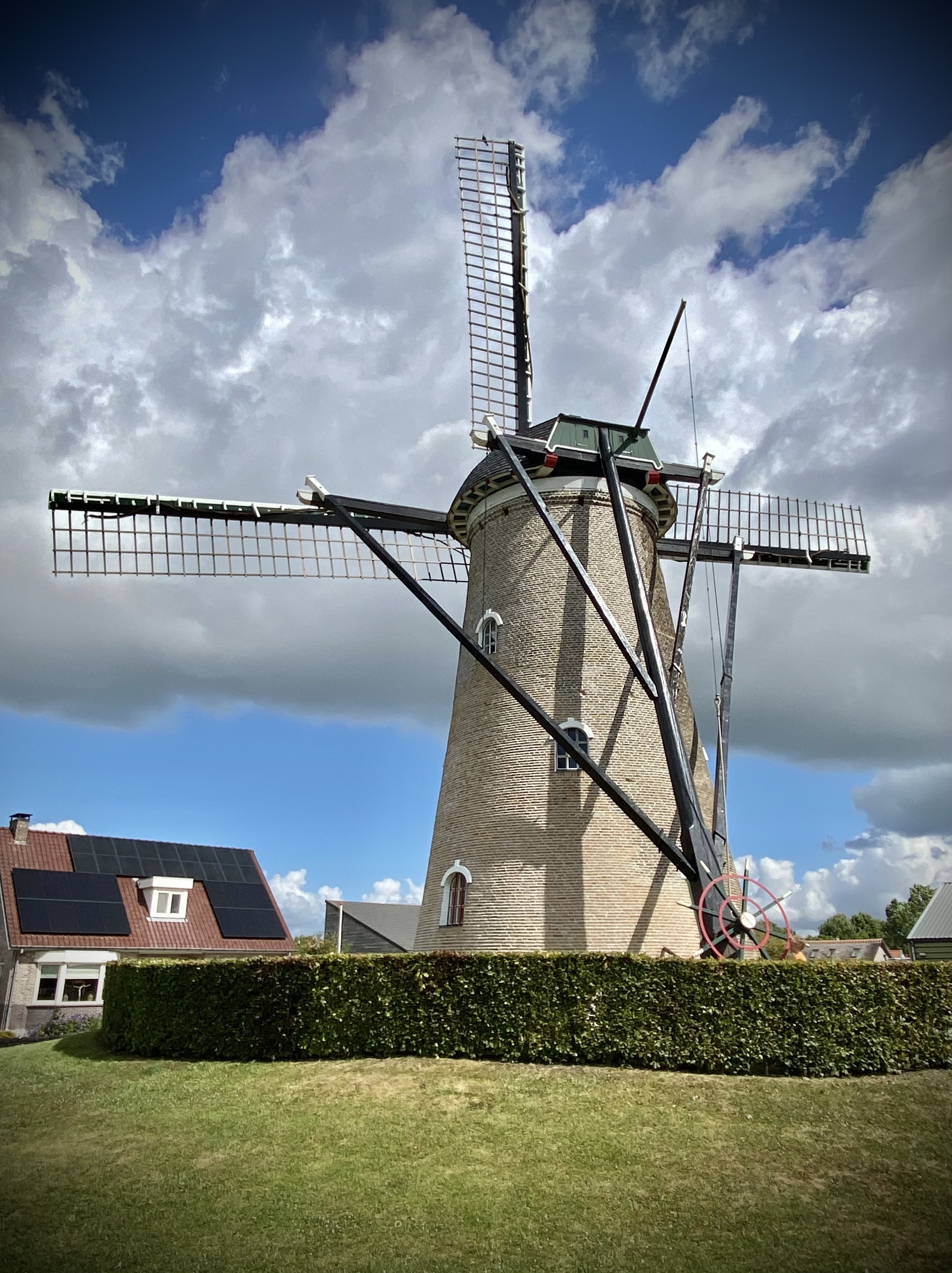
Wiatrak w Nieuwvliet z widocznym urządzeniem do przestawiania głowicy ze skrzydłami wiatraka
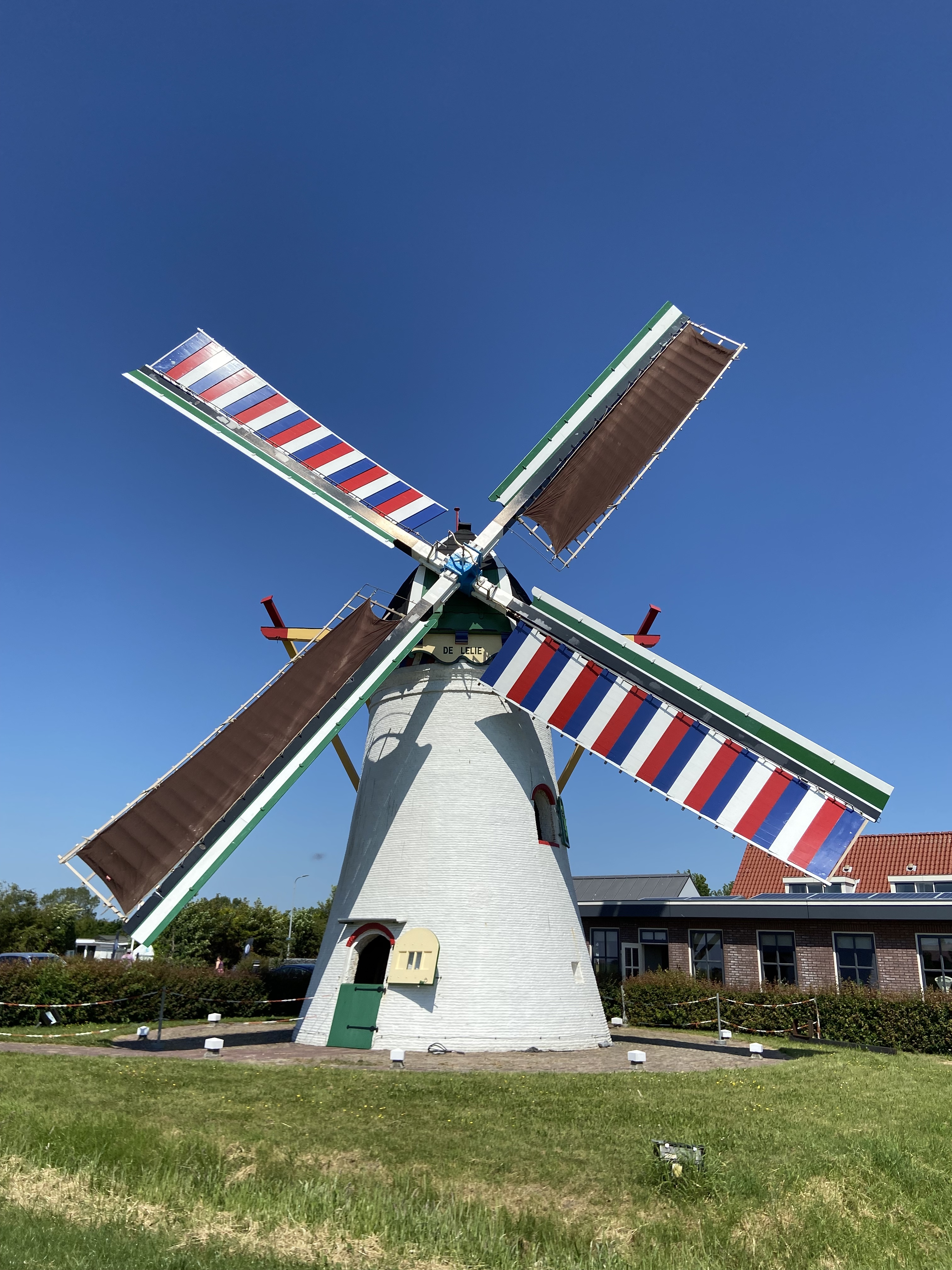
Wiatrak w Scharendijk "T Hert" (1748) (czynny z możliwością zwiedzania wnętrza)
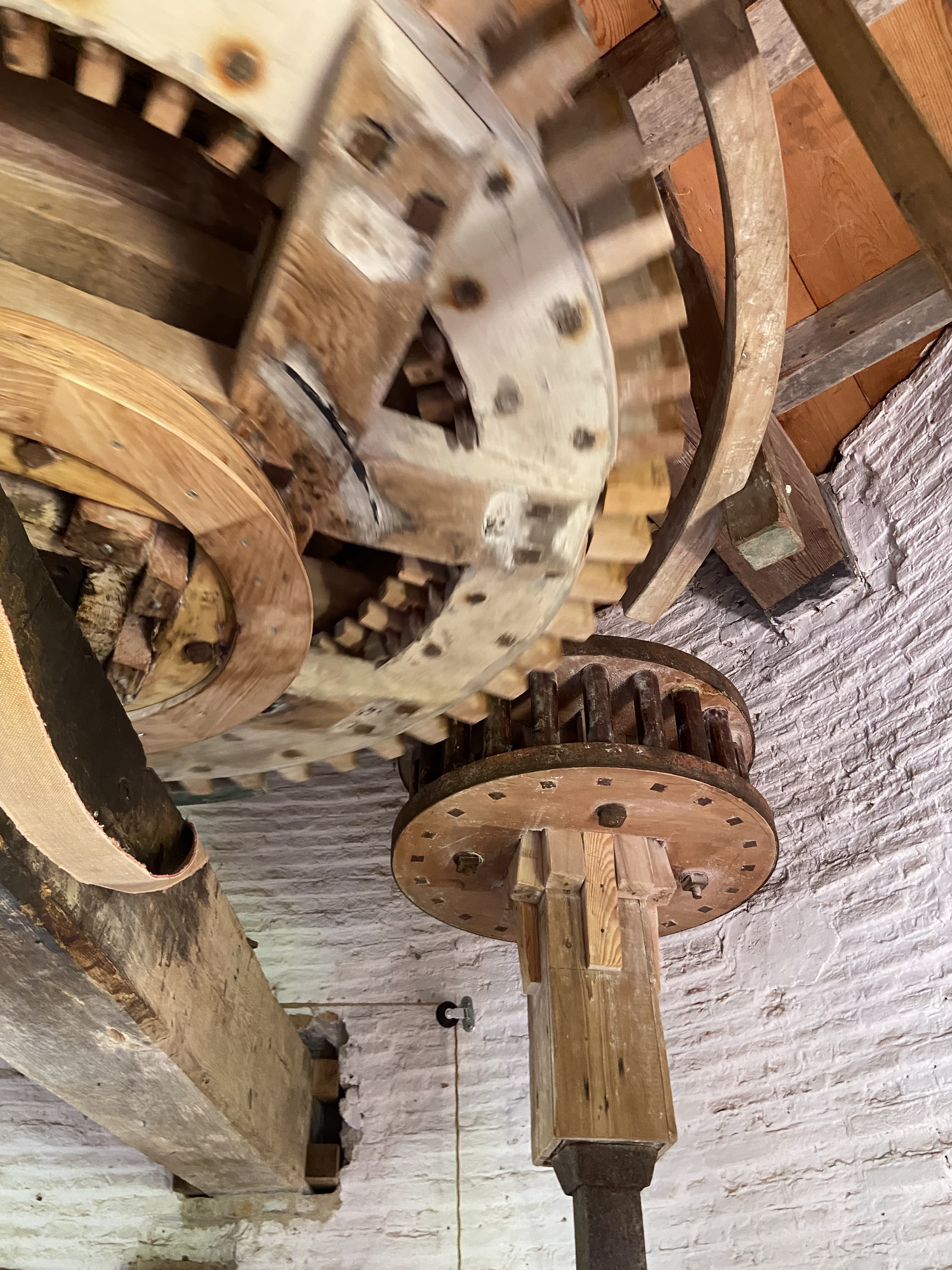
Wiatrak w Scharendijk "T Hert" (1748) – część mechanizmu